# 刘娟 (导演)
刘娟（20世纪—），重庆人，中国女性电影导演，她曾经担任张艺谋电影《三枪拍案惊奇》、《山楂树之恋》和尚敬电影《饭局也疯狂》的纪录片导演。2013年由刘德华投资、张含韵主演的《初恋未满》是她的剧情长片导演处女作，该片在重庆取景拍摄。

## 生平
她生长于重庆沙坪坝，曾就读于重庆一中，后来进入哈尔滨工业大学学习计算机专业的电子广告，大学时期在哈尔滨的电视台实习。大四时（2006年）放弃了哈工大的保送研究生名额，报考了北京电影学院的摄影系研究生。由于没学过这个专业，因此在专业课考试之前，她将摄影系四年的教材全部买了一套以自修，后来如愿地考上了北电。

## 电影作品
- 2013年 《初恋未满》，获得第16届上海国际电影节「亚洲新人奖」单元「评委会特别奖」[2]